# Johann Dietrich Winckler

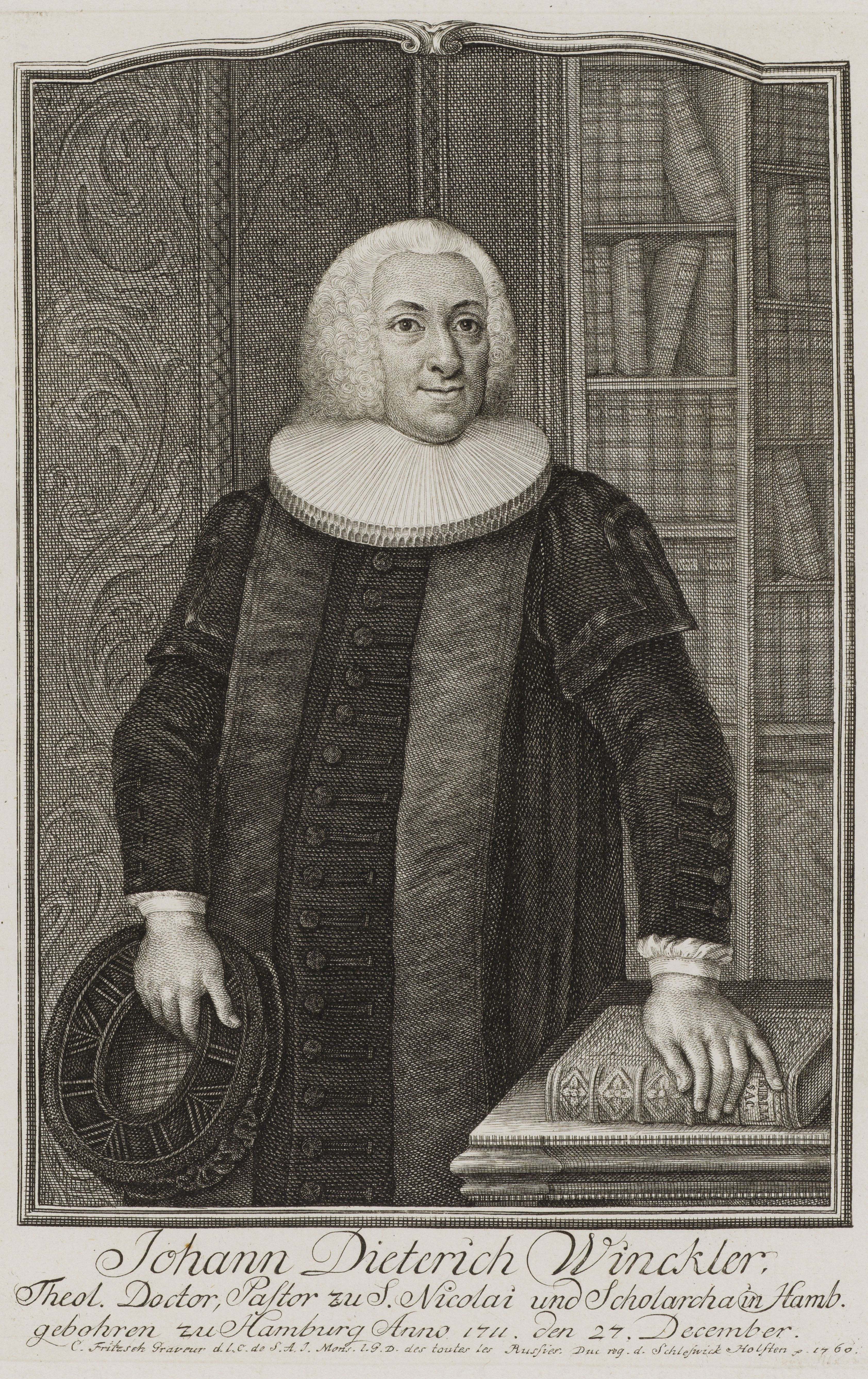
Johann Dietrich Winckler, Kupferstich von Christian Fritzsch (1760)

Johann Dietrich Winckler (auch: Johann Dieterich Winkler; * 27. Dezember 1711 in Hamburg; † 5. April 1784 ebenda) war ein deutscher lutherischer Theologe, der in Hildesheim und Hamburg wirkte.

## Leben
Winckler entstammte einer angesehenen Hamburger Theologenfamilie. Bereits sein Großvater Johann Winckler und sein Vater Johann Friedrich Winckler waren Hauptpastoren an Hamburger Hauptkirchen und sogar Senioren des Geistlichen Ministeriums der Hansestadt gewesen – Ämter, die Johann Dietrich Winckler dann in der dritten Generation bekleidete. Er besuchte die Gelehrtenschule des Johanneums und seit dem 26. April 1728 das Akademische Gymnasium. Ostern 1732 begann er als Stipendiat der Schabbelstiftung ein Studium der Theologie und Philosophie an der Universität Leipzig, wo er am 16. Februar 1736 den akademischen Grad eines Magisters der Philosophie erwarb. Gern hätte er sich als Dozent an der philosophischen Fakultät habilitiert, jedoch folgte er am 25. Oktober 1736 einem Ruf in seine Heimatstadt als Nachfolger seines früheren Lehrers Johann Albert Fabricius zum Professor der Rhetorik und der praktischen Philosophie am Akademischen Gymnasium in Hamburg.
1737 wechselte er auf die Professur der Logik und Metaphysik. In den folgenden Jahren lehnte er einige Male Berufungen in auswärtige geistliche Ämter ab. Am 3. Juli 1744 nahm er jedoch einen Ruf als Hildesheimer Superintendent an und trat sein Amt am 15. Oktober an. Am 26. November desselben Jahres promovierte er an der Universität Rinteln zum Doktor der Theologie. In Hildesheim hatte er einen unangenehmen und langwierigen Streit mit dem katholischen Pater Isverding darüber, dass er in einer Reformationspredigt geäußert hatte, die Katholiken hätten neben Christus noch andere Mittler des Seelenheils. In diesem Konflikt bezog auch Just Martin Gläsener, Pastor an St. Andreas, gegen Winckler Stellung.
Am 2. Juli 1758 wurde er zum Hauptpastor an die Hamburger Hauptkirche St. Nicolai gewählt und am 6. Dezember vom damaligen Senior des Geistlichen Ministeriums, Friedrich Wagner, in dieses Amt eingeführt. Als Johann Melchior Goeze 1770 das Seniorat niederlegte, wurde Winckler vom Hamburger Senat zum Nachfolger gewählt. Er nahm aber die Wahl damals nicht an, sondern erst neun Jahre später bei einer weiteren Wahl während der abermaligen Vakanz des Seniorats und verblieb in dieser Würde bis zu seinem Tod 1784. In den Jahren 1773 und 1774 führte er mit Moses Mendelssohn einen Briefwechsel über Fragen der hebräischen Bibel.
Winckler war ein Polyhistor mit guter philologischer Schulung, ein ernster Theologe und ein auf die Erbauung seiner Gemeinde bedachter Geistlicher. Er veröffentlicht eine Vielzahl von Schriften, die teils in Buchform, teils in Fachjournalen seiner Zeit erschienen. Als Senior hat er sich um die hamburgische Kirche verdient gemacht.

## Familie
Winckler war drei Mal verheiratet. Seine erste Ehe schloss er am 25. August 1744 mit seiner Cousine Johanna Sophia Winckler (1719–1761), Tochter des Hamburger Syndikus Johann Anton Winckler. Seine zweite Ehe ging er am 24. August 1762 mit Anna Lucia Schultz (1741–1773) ein. Seine dritte Ehe schloss er am 29. November 1774 mit Catarina Elisabeth Albers (1754–1814). Die dritte Ehe blieb kinderlos. Die Kinder aus zweiter Ehe starben jung. Von den sieben Kindern der ersten Ehe überlebten ihn der Sohn Johann Christian Winckler, der als Jurist nach Riga ging und dort ohne Nachkommen starb, sowie die Tochter Johanna Friedericke Antoinette (* 1746 in Hildesheim; † 1802, verheiratet seit 1769 mit dem Kaufmann Andreas Schultze) und die Tochter Johanna Sophia Maria (1755–1804, verheiratet seit 1782 mit dem Lauenburgischen Pastor Johann Gottlieb Ernst Merckel).

## Schriften
Eine ausführliche Liste der Schriften Wincklers findet sich auf der zugehörigen Wikisource-Seite: